# 무관절강
무관절류(無關節, Inarticulata)는 무관절강(無關節綱) 완족동물의 총칭으로, 각은 각질 또는 인산칼슘으로 되어 있고 2각은 근육에 의해 붙어 있다. 촉수관에는 완골이 없다. 항문이 있다. 외투연은 떨어져 있다. 생식소는 소화관과 체벽이 있는 복막에서 생기며, 유생의 외투는 처음부터 앞으로 향해 있고 이것이 그대로 성체의 외투가 된다. 화석은 캠브리아기 이래로 알려져 있다.